# Finale della Coppa UEFA 2002-2003
La finale della 32ª edizione della Coppa UEFA si è disputata il 21 maggio 2003 allo Stadio de la Cartuja di Siviglia, tra gli scozzesi del Celtic e i lusitani del Porto. 
L'incontro, arbitrato dallo slovacco Ľuboš Micheľ, ha visto la vittoria dei lusitani che si sono imposti per 3-2 sugli scozzesi dopo i tempi supplementari, conquistando il trofeo per la prima volta in assoluto. Il Porto ha così ottenuto il diritto di affrontare i vincitori della UEFA Champions League 2002-2003, gli italiani del Milan, nella Supercoppa UEFA 2003.

## Le squadre
| Squadre | Partecipazioni precedenti |
| ------- | ------------------------- |
| Celtic  | Nessuna                   |
| Porto   | Nessuna                   |

## Il cammino verso la finale
Il Porto di José Mourinho ha esordito contro i polacchi del Polonia Varsavia, superando il turno con un complessivo 6-2 tra andata e ritorno. Al secondo turno gli austriaci dell'Austria Vienna si sono arresi con un 3-0 totale. Ai sedicesimi i francesi del Lens si sono fatti da parte grazie al risultato aggregato di 3-1. Agli ottavi di finale i turchi del Denizlispor sono stati sconfitti con un tennistico 6-1 al das Antas, per poi pareggiare 2-2 a Denizli. Ai quarti i Dragões hanno affrontato i greci del Panathīnaïkos battendoli ad Atene 2-0 nei supplementari, poiché a Porto sono stati sconfitti a sorpresa 1-0. In semifinale gli italiani della Lazio perdono 4-1 la gara d'andata e pareggiano 0-0 all'Olimpico.
Il Celtic di Martin O'Neill, proveniente dai preliminari della UEFA Champions League, ha esordito contro i lituani del Sūduva superando il turno con un complessivo 10-1 tra andata e ritorno. Al secondo turno ha affrontato gli inglesi del Blackburn, eliminandoli con un complessivo 3-0. Ai sedicesimi contro gli spagnoli del Celta Vigo la squadra di Glasgow ha passato il turno solo grazie alla regola dei gol fuori casa, in virtù della vittoria interna per 1-0 e della sconfitta in Galizia per 2-1. Agli ottavi di finale i tedeschi dello Stoccarda sono stati sconfitti in casa 3-1, rendendo inutile la vittoria dei teutonici per 3-2 nella partita di ritorno. Ai quarti i Celts hanno avuto la meglio sugli inglesi del Liverpool vincendo 2-0 ad Anfield, dopo che l'andata in Scozia si è conclusa sull'1-1. In semifinale i portoghesi del Boavista si sono arresi con un risultato complessivo di 2-1.

### Tabella riassuntiva del percorso
Note: In ogni risultato sottostante, il punteggio della finalista è menzionato per primo. (C: Casa; T: Trasferta)
| Champions League | Champions League | Champions League | Champions League |                               | Coppa UEFA                                   | Coppa UEFA                                   | Coppa UEFA                                   | Coppa UEFA                                   |
| Avversario       | Tot.             | Andata           | Ritorno          | Fase di qualificazione        | Qualificato alla fase a eliminazione diretta | Qualificato alla fase a eliminazione diretta | Qualificato alla fase a eliminazione diretta | Qualificato alla fase a eliminazione diretta |
| Basilea          | 3–3 (gfc)        | 3–1 (C)          | 0–2 (T)          | Terzo turno di qualificazione | Qualificato alla fase a eliminazione diretta | Qualificato alla fase a eliminazione diretta | Qualificato alla fase a eliminazione diretta | Qualificato alla fase a eliminazione diretta |
| Coppa UEFA       |                  |                  |                  |                               |                                              |                                              |                                              |                                              |
| Avversario       | Tot.             | Andata           | Ritorno          | Fase a eliminazione diretta   | Avversario                                   | Tot.                                         | Andata                                       | Ritorno                                      |
| Sūduva           | 10–1             | 8–1 (C)          | 2–0 (T)          | Primo turno                   | Polonia Varsavia                             | 6–2                                          | 6–0 (C)                                      | 0–2 (T)                                      |
| Blackburn        | 3–0              | 1–0 (C)          | 2–0 (T)          | Secondo turno                 | Austria Vienna                               | 3–0                                          | 1–0 (T)                                      | 2–0 (C)                                      |
| Celta Vigo       | 2–2 (gfc)        | 1–0 (C)          | 1–2 (T)          | Sedicesimi di finale          | Lens                                         | 3–1                                          | 3–0 (C)                                      | 0–1 (T)                                      |
| Stoccarda        | 5–4              | 3–1 (C)          | 2–3 (T)          | Ottavi di finale              | Denizlispor                                  | 8–3                                          | 6–1 (C)                                      | 2–2 (T)                                      |
| Liverpool        | 3–1              | 1–1 (C)          | 2–0 (T)          | Quarti di finale              | Panathīnaïkos                                | 2–1                                          | 0–1 (C)                                      | 2–0 (dts) (T)                                |
| Boavista         | 2–1              | 1–1 (C)          | 1–0 (T)          | Semifinali                    | Lazio                                        | 4–1                                          | 4–1 (C)                                      | 0–0 (T)                                      |

## La partita
A Siviglia va in scena la finale tra il Porto, a caccia del Treble piccolo dopo la conquista di campionato e coppa, e il Celtic, giunto in una finale europea dopo 33 anni. Il primo tempo va via senza grosse emozioni, almeno fino al primo dei tre minuti di recupero concessi dall'arbitro in cui Derlei ribatte a rete dopo il salvataggio di Rab Douglas. Il Celtic non ci sta e nella ripresa Henrik Larsson realizza due volte di testa, prima su cross di Didier Agathe e poi su angolo di Alan Thompson. Tra le due marcature c'è però il nuovo vantaggio portoghese firmato da Dmitrij Aleničev. Si va ai supplementari con lo spettro del neo introdotto silver gol e coi nervi che saltano, tant'è che l'arbitro è costretto a estrarre sei cartellini gialli e due rossi. A cinque minuti dall'inesorabile lotteria dei rigori arriva il terzo gol della partita che porta ancora una volta la firma del brasiliano Derlei, eletto poi uomo partita. I lusitani tornano a vincere un trofeo continentale dopo la Coppa dei Campioni 1986-1987, giocando una partita che è definita da Mourinho come "un grande esempio per quanti amano il calcio".

## Tabellino
| Arbitro: | Ľuboš Micheľ |

|                  |           |                                 |
| Larsson 47’, 57’ | Marcatori | 45+1’, 115’ Derlei 54’ Aleničev |

| Celtic | Porto |

| Celtic (3-5-2)  |    |                 |          |      |
|                 |    |                 |          |      |
| POR             | 20 | Robert Douglas  |          |      |
| DIF             | 5  | Joos Valgaeren  | 8’       | 65’  |
| DIF             | 6  | Bobo Baldé      | 80’, 95’ |      |
| DIF             | 35 | Johan Mjällby   |          |      |
| TOR             | 17 | Didier Agathe   |          |      |
| TOS             | 8  | Alan Thompson   |          |      |
| CEN             | 14 | Paul Lambert    |          | 77’  |
| CEN             | 18 | Neil Lennon     | 59’      |      |
| CEN             | 19 | Stilijan Petrov | 102’     | 105’ |
| ATT             | 9  | Chris Sutton    |          |      |
| ATT             | 7  | Henrik Larsson  |          |      |
| A disposizione: |    |                 |          |      |
| POR             | 21 | Magnus Hedman   |          |      |
| DIF             | 4  | Jackie McNamara |          | 77’  |
| DIF             | 16 | Ulrik Laursen   |          | 65’  |
| CEN             | 3  | Mohammed Sylla  |          |      |
| CEN             | 39 | Jamie Smith     |          |      |
| ATT             | 12 | David Fernández |          |      |
| ATT             | 29 | Shaun Maloney   |          | 105’ |
| Allenatore:     |    |                 |          |      |
| Martin O'Neill  |    |                 |          |      |

| Porto (4-3-1-2) |    |                  |             |     |
|                 |    |                  |             |     |
| POR             | 99 | Vítor Baía       |             |     |
| DIF             | 22 | Paulo Ferreira   |             |     |
| DIF             | 2  | Jorge Costa      |             | 72’ |
| DIF             | 4  | Ricardo Carvalho |             |     |
| DIF             | 8  | Nuno Valente     | 63’, 120+3’ |     |
| CEN             | 15 | Dmitrij Aleničev |             |     |
| CEN             | 6  | Costinha         |             | 9’  |
| CEN             | 18 | Maniche          | 120’        |     |
| CEN             | 10 | Deco             |             |     |
| ATT             | 11 | Derlei           | 116’        |     |
| ATT             | 21 | Nuno Capucho     |             | 98’ |
| A disposizione: |    |                  |             |     |
| POR             | 13 | Nuno             |             |     |
| DIF             | 3  | Pedro Emanuel    |             | 72’ |
| DIF             | 5  | Ricardo Costa    |             | 9’  |
| DIF             | 14 | César Peixoto    |             |     |
| CEN             | 28 | Clayton          |             |     |
| CEN             | 66 | Tiago            |             |     |
| ATT             | 78 | Marco Ferreira   | 120’        | 98’ |
| Allenatore:     |    |                  |             |     |
| José Mourinho   |    |                  |             |     |